# Chuộc lỗi (phim)
Chuộc lỗi (tên gốc tiếng Anh: Atonement) là một bộ phim tình cảm chiến tranh Anh Quốc, được sản xuất vào năm 2007 và đạo diễn bởi Joe Wright, dựa vào cuốn tiểu thuyết cùng tên của nhà văn Ian McEwan, với Keira Knightley, James McAvoy, Saoirse Ronan, Romola Garai và Vanessa Redgrave trong các vai chính. Bộ phim kẻ về một án oan và những hệ luỵ kéo dài suốt hơn 6 thập kỉ, từ những năm 1930. Bộ phim công chiếu ở Anh và Ireland ngày 7 tháng 9 năm 2007 và ở Bắc Mỹ ngày 7 tháng 12 năm 2007, cuối cùng thu về doanh thu hon 129 triệu USD và giành được 6 đề cử tại Giải Oscar lần thứ 80, trong dó có hạng mục Phim hay nhất, Nữ phụ xuất sắc nhất cho Ronan, Kịch bản chuyển thể xuất sắc nhất và chiến thắng tại hạng mục Nhạc phim hay nhất. Ngoài ra, phim còn chiến thắng hạng mục Phim chính kịch hay nhất tại Giải Quả cầu vàng lần thứ 65 và nhân được 14 đề cử tại Giải BAFTA lần thứ 61.

## Nội dung
Năm 1935, cô bé 13 tuổi Briony Tallis say mê văn chương, xuất thân từ một gia đình quý tộc Anh giàu có vừa mới viết xong một vở kịch. Briony cố gắng sân khấu hoá vở kịch với ba chị em họ của mình, gồm hai cậu em sinh đôi và người chị họ Lola; tuy nhiên, bọn trẻ mau chán và quyết định cùng nhau đi bơi. Briony không đi mà ở lại, qua khung cửa sổ cô tình cờ nhìn thấy một khoảnh khắc gợi dục giữa chị gái cô, Cecilia và cậu con trai của một người hầu trong gia đình, Robbie Turner (Briony vốn đã rất say mê Robbie bằng tất cả sự ngây thơ của mình). Ở một góc nhìn khác chân thực hơn đó lại là khoảnh khắc tuyệt đẹp, là minh chứng cho tình yêu vô cùng trong sáng của Robbie dành cho chị gái của cô, song qua đôi mắt của cô bé 13 tuổi nó lại trở thành một khung cảnh đầy "nguy hiểm" và bất thường. Robbie về nhà và viết rất nhiều bản thư nháp cho Cecilia, trong đó có một bức với những nội dung gợi tình. Ban đầu Robbie chỉ viết cho vui, anh không nghĩ đến chuyện gửi nó và bỏ bức thư qua một bên. Trên đường đến ăn tối với gia đình Tallis, Robbie nhờ Briony gửi hộ anh bức thư cho Cecilia, và chỉ sau khi đưa cho Briony, anh nhận ra rằng mình đã đưa nhầm bức thư khiêu dâm. Briony đã lén đọc nó và cảm thấy vừa kinh tởm mà vừa ghen tức. Cô kể với Lola về nội dung của bức thư và chúng gọi Robbie là "một tên dâm dục" trong khi cả hai đang phân vân liệu có nên gọi cho cảnh sát. Chiều hôm đó, Lola và hai cậu em trai gặp một người quen của gia đình Tallis, một ông chủ công ty sản xuất sôcôla giàu có tên Paul Marshall. Bất chấp việc nhiều tuổi hơn Lola, Paul vẫn làm cô ấn tượng bằng cách tán tỉnh cô và đối xử với cô như người lớn.
Tối hôm đó, Cecilia gặp mặt Robbie về nội dung bức thư. Họ gặp nhau tại thư viện, âu yếm và thật lòng thú nhận về tình yêu của mình dành cho nhau. Trong lúc ấy, Briony vô tình chứng kiến sự việc qua cánh cửa hé mở, giữa những cảm xúc lẫn lộn của mình Briony lại càng tin rằng Robbie là một tên biến thái. Giữa bữa tối, mọi người nhận ra rằng hai nhóc em sinh đôi của Lola đã đi đâu mất; mọi người chia nhau đi tìm và Briony cũng vậy, cô đi vào rừng một mình để tìm chúng. Briony giật mình và té ngã khi cô thấy bóng một người đàn ông đang chạy trốn, có vẻ như hắn ta vừa cưỡng bức Lola. Lola nói rằng cô ấy không biết danh tính kẻ đã tấn công cô, nhưng sau đó lại nói đó là Robbie sau khi nghe Briony khẳng định "chỉ những tên biến thái mới làm chuyện đó". Do trong lòng vẫn còn đang rất ghen tức và bằng tất cả sự tổn thương của đứa trẻ 13 tuổi Briony đã nói với tất cả mọi người (kể cả cảnh sát) rằng cô thấy Robbie chính là người đã cưỡng bức Lola. Cô đưa bức thư gây sốc của Robbie cho mẹ của cô và cảnh sát. Mọi người đều tin vào câu chuyện của Briony, ngoại trừ Cecilia và mẹ Robbie; Ngay sau khi tìm được cặp song sinh và đưa chúng về nhà Robbie đã bị áp giải và đưa vào tù.
Bốn năm sau đó, Robbie được ra tù với điều kiện phải tham gia vào quân đội. Anh được giao đến Tiểu đoàn 1, thuộc Royal Sussex Regiment và bị đưa đến Pháp, tại đây anh bị chia cắt khỏi đơn vị của mình nhưng vẫn cố gắng bộ hành để trở về và đoàn tụ với họ ở Dunkirk. Quay lại thời gian 6 tháng trước, Robbie và Cecilia được một lần đoàn tụ với nhau tại London (Cecilia không còn nói chuyện với gia đình kể từ khi vụ việc xảy ra), họ vẫn yêu nhau và hẹn ngày trở lại trước khi anh bị gửi đi Pháp. Briony, bây giờ đã 18 tuổi, cô tham gia vào quân y nơi Cecilia đã từng làm việc tại bệnh viện St.Thomas ở London vì cô muốn làm việc có ích cho xã hội sau khi từ bỏ một lời mời đến học tại Cambridge. Những nỗ lực liên lạc với chị gái cô đã không được trả lời vì Cecilia không thể tha thứ cho cô bởi án oan của Robbie. Robbie ốm nặng và bị thương, cuối cùng cũng có thể quay về bãi biển Dunkirk, nơi mà anh chờ để được chuyển khỏi mặt trận.
Một khoảng thời gian sau đó, Briony - cuối cùng cũng hiểu được hoàn toàn những hậu quả từ lời tố cáo oan của cô - đến thăm người chị Cecilia - giờ đã kết hôn với Robbie - và nói lời xin lỗi họ một cách thẳng thắn. Tuy nhiên, những lời xin lỗi của cô đã không còn hiệu quả và quá nhẹ so với lỗi lầm mà cô đã mang; Cecilia lạnh lùng mà trả lời rằng cô sẽ không bao giờ tha thứ cho Briony, trong khi đó Robbie lên cơn giận dữ và dường như mất kiểm soát với Briony, họ yêu cầu cô trở về nhà ngay lập tức và nói lên tất cả sự thật. Briony thừa nhận rằng ngay từ đầu cô đã biết kẻ cưỡng bức thật sự là Paul Marshall, nhưng Lola không thể làm nhân chứng chống lại hắn trước toà vì cả hai người họ đã kết hôn.
Nhiều thập kỉ sau đó, Briony - nay đã già và là một nhà văn - đang trả lời phỏng vấn về cuốn sách mới nhất của bà, một cuốn tiểu thuyết tự truyện có tên "Atonement" (Lời thú tội). Bà tiết lộ rằng mình không còn sống được bao lâu nữa, trí nhớ bà đang ngày càng sa sút, có thể ra đi bất cứ lúc nào và cuốn sách này là cuốn sách mà bà đã dành cả đời để viết và cũng là cuốn sách cuối cùng của mình. Briony thú nhận rằng cái kết của cuốn sách (khi bà đến và xin lỗi cặp vợ chồng Robbie và Cecilia) là không có thật: Cecilia và Robbie chưa từng cưới và thậm chí chưa hề gặp lại nhau kể từ lúc Robbie đi ra chiến trường. Bởi lẽ, Robbie đã qua đời do nhiễm trùng máu vào ngày cuối cùng của cuộc di tản Dunkirk, còn Cecilia cũng chết vài tháng sau đó khi nhà ga Balham bị đánh bom, gây nên một trận lụt làm tất cả mọi người trú ẩn trong ga thiệt mạng. Briony hi vọng rằng việc làm cho cả hai được đoàn tụ trong cuốn tiểu thuyết sẽ phần nào giúp bà trả lại cho họ hạnh phúc mà họ luôn xứng đáng được có. Cảnh cuối phim cho thấy dường như ở thế giới bên kia, Cecilia và Robbie lại được hạnh phúc bên nhau một lần nữa trong trí tưởng tượng của Briony.

## Diễn viên
- James McAvoy trong vai Robbie Turner, con trai của người quản gia cho gia đình Tallis.
- Keira Knightley trong vai Cecilia Tallis, người chị lớn của Briony và là người yêu của Robbie.
- Saoirse Ronan trong vai Briony Tallis 13 tuổi. Ronan nhận được một đề cử Oscar nữ phụ cho vai diễn của cô.
- Romola Garai trong vai Briony Tallis 18 tuổi.
- Vanessa Redgrave trong vai Briony Tallis 77 tuổi.
- Harriet Walter trong vai Emily Tallis, người mẹ của gia đình Tallis.
- Patrick Kennedy trong vai Leon Tallis, anh cả trong gia đình Tallis.
- Brenda Blethyn trong vai Grace Turner, mẹ của Robbie và quản gia của gia đình Tallis.
- Benedict Cumberbatch trong vai Paul Marshall, một người bạn của Leon Tallis.
- Juno Temple trong vai Lola Quincey, người chị họ 15 tuổi của chị em Tallis.

## Sản xuất
Bộ phim được quay chủ yếu vào mùa hè năm 2006 tại Anh, những địa điểm được quay nhiều nhất đó là:
- Onibury, Shropshire[7][8][9]
- Bãi biển phía trước khu resort Redcar.[10][11]
- Đồi Streatham, London.

Một số địa điểm khác, như nhà thờ St.John (nơi diễn ra đám cưới của Lola), mỏm đá Bảy Chị Em (Seven Sisters, ở cuối phim lúc Robbie và Cee đùa giỡn).

## Tiếp nhận

### Doanh thu
Tổng cộng bộ phim thu về hơn 129 triệu USD trên toàn thế giới và riêng ở Anh và Ireland, phim thu về 11 triệu bảng. Tuần đầu tiên ở Bắc Mỹ, phim thu về $784,145 khi phát hành giới hạn, với doanh thu trung bình $24,504/rạp.

### Phản hồi từ các nhà phê bình
Bộ phim nhận được những phản hồi tích cực từ các nhà phê bình khi 83% trên tổng số 196 nhà phê bình cho một đánh giá tốt trên chuyên trang Rotten Tomatoes. Chuyên trang này đánh giá: "Diễn xuất đỉnh cao, góc quay thông minh và phần nhạc nền có một không hai đã làm nên một Atonement tuyệt vời. Diễn xuất của McAvoy và Knightley rất sâu, và bộ phim là một bản chuyền thể xuất sắc từ tiểu thuyết của Ian McEwan." Trên Metacritic, phim nhận được số điểm 85/100, thang điểm "hoan nghênh".. Nhiều nhà phê bình cho Atonement là một trong những bộ phim hay nhất năm 2007 và xuất hiện trên top 10 phim của các nhà phê bình khác nhau.
| Xếp hạng | Nhà phê bình        | Toà soạn                |
| -------- | ------------------- | ----------------------- |
| 1st      | Kenneth Turan       | Los Angeles Times       |
| 1st      | Lou Lumenick        | New York Post           |
| 2nd      | Peter Travers       | Rolling Stone           |
| 3rd      | —                   | Empire                  |
| 4th      | Ann Hornaday        | The Washington Post     |
| 4th      | Joe Morgenstern     | The Wall Street Journal |
| 4th      | Richard Corliss     | Time                    |
| 4th      | Roger Ebert         | Chicago Sun-Times       |
| 4th      | Tasha Robinson      | The A.V. Club           |
| 7th      | Nathan Rabin        | The A.V. Club           |
| 8th      | James Berardinelli  | ReelViews               |
| 8th      | Keith Phipps        | The A.V. Club           |
| 8th      | Stephen Holden      | The New York Times      |
| 9th      | Marjorie Baumgarten | The Austin Chronicle    |
| 10th     | Michael Sragow      | The Baltimore Sun       |
| 10th     | Noel Murray         | The A.V. Club           |

### Giải thưởng
| Giải thưởng                           | Ngày diên ra lễ trao giải | Hạng mục                                    | Người được đề cử                                               | Kết quả   |
| ------------------------------------- | ------------------------- | ------------------------------------------- | -------------------------------------------------------------- | --------- |
| Giải Oscar                            | 24 tháng 2 năm 2008       | Kịch bản chuyển thể xuất sắc nhất           | Christopher Hampton                                            | Đề cử     |
| Giải Oscar                            | 24 tháng 2 năm 2008       | Chỉ đạo nghệ thuật xuất sắc nhất            | Sarah Greenwood và Katie Spencer                               | Đề cử     |
| Giải Oscar                            | 24 tháng 2 năm 2008       | Quay phim xuất sắc nhất                     | Seamus McGarvey                                                | Đề cử     |
| Giải Oscar                            | 24 tháng 2 năm 2008       | Thiết kế phục trang đẹp nhất                | Jacqueline Durran                                              | Đề cử     |
| Giải Oscar                            | 24 tháng 2 năm 2008       | Nhạc phim hay nhất                          | Dario Marianelli                                               | Đoạt giải |
| Giải Oscar                            | 24 tháng 2 năm 2008       | Phim hay nhất                               | Atonement – Tim Bevan, Eric Fellner, Paul Webster              | Đề cử     |
| Giải Oscar                            | 24 tháng 2 năm 2008       | Nữ diễn viên phụ xuất sắc nhất              | Saoirse Ronan                                                  | Đề cử     |
| Giải Sự Lựa chọn của các nhà phê bình | 7 tháng 1 năm 2008        | Người sáng tác nhạc phim hay nhất           | Dario Marianelli                                               | Đề cử     |
| Giải Sự Lựa chọn của các nhà phê bình | 7 tháng 1 năm 2008        | Đạo diễn xuất sắc nhất                      | Joe Wright                                                     | Đề cử     |
| Giải Sự Lựa chọn của các nhà phê bình | 7 tháng 1 năm 2008        | Phim hay nhất                               | Atonement                                                      | Đề cử     |
| Giải Sự Lựa chọn của các nhà phê bình | 7 tháng 1 năm 2008        | Nữ diễn viên phụ xuất sắc nhất              | Vanessa Redgrave                                               | Đề cử     |
| Giải Sự Lựa chọn của các nhà phê bình | 7 tháng 1 năm 2008        | Diễn viên trẻ xuất sắc nhất                 | Saoirse Ronan                                                  | Đề cử     |
| Giải BAFTA                            | 10 tháng 2 năm 2008       | Nam diễn viên chính xuất sắc nhất           | James McAvoy                                                   | Đề cử     |
| Giải BAFTA                            | 10 tháng 2 năm 2008       | Nữ diễn viên chính xuất sắc nhất            | Keira Knightley                                                | Đề cử     |
| Giải BAFTA                            | 10 tháng 2 năm 2008       | Kịch bản chuyển thể xuất sắc nhất           | Christopher Hampton                                            | Đề cử     |
| Giải BAFTA                            | 10 tháng 2 năm 2008       | Phim Anh hay nhất                           | Atonement                                                      | Đề cử     |
| Giải BAFTA                            | 10 tháng 2 năm 2008       | Quay phim xuất sắc nhất                     | Seamus McGarvey                                                | Đề cử     |
| Giải BAFTA                            | 10 tháng 2 năm 2008       | Thiết kế phục trang đẹp nhất                | Jacqueline Durran                                              | Đề cử     |
| Giải BAFTA                            | 10 tháng 2 năm 2008       | Đạo diễn xuất sắc nhất                      | Joe Wright                                                     | Đề cử     |
| Giải BAFTA                            | 10 tháng 2 năm 2008       | Dựng phim hay nhất                          | Paul Tothill                                                   | Đề cử     |
| Giải BAFTA                            | 10 tháng 2 năm 2008       | Phim hay nhất                               | Atonement                                                      | Đoạt giải |
| Giải BAFTA                            | 10 tháng 2 năm 2008       | Hoá trang đẹp nhất                          | Ivana Primorac                                                 | Đề cử     |
| Giải BAFTA                            | 10 tháng 2 năm 2008       | Nhạc phim hay nhất                          | Dario Marianelli                                               | Đề cử     |
| Giải BAFTA                            | 10 tháng 2 năm 2008       | Thiết kế sản xuất xuất sắc nhất             | Sarah Greenwood and Katie Spencer                              | Đoạt giải |
| Giải BAFTA                            | 10 tháng 2 năm 2008       | Âm thanh hay nhất                           | Danny Hambrook, Paul Hamblin, Catherine Hodgson, Becki Ponting | Đề cử     |
| Giải BAFTA                            | 10 tháng 2 năm 2008       | Nữ diễn viên phụ xuất sắc nhất              | Saoirse Ronan                                                  | Đề cử     |
| Giải Quả cầu vàng                     | 13 tháng 1 năm 2008       | Nam diễn viên phim chính kịch xuất sắc nhất | James McAvoy                                                   | Đề cử     |
| Giải Quả cầu vàng                     | 13 tháng 1 năm 2008       | Nữ diễn viên phim chính kịch xuất sắc nhất  | Keira Knightley                                                | Đề cử     |
| Giải Quả cầu vàng                     | 13 tháng 1 năm 2008       | Đạo diễn xuất sắc nhất                      | Joe Wright                                                     | Đề cử     |
| Giải Quả cầu vàng                     | 13 tháng 1 năm 2008       | Phim chính kịch hay nhất                    | Atonement                                                      | Đoạt giải |
| Giải Quả cầu vàng                     | 13 tháng 1 năm 2008       | Nhạc phim hay nhất                          | Dario Marianelli                                               | Đoạt giải |
| Giải Quả cầu vàng                     | 13 tháng 1 năm 2008       | Kịch bản hay nhất                           | Christopher Hampton                                            | Đề cử     |
| Giải Quả cầu vàng                     | 13 tháng 1 năm 2008       | Nữ diễn viên điện ảnh phụ xuất sắc nhất     | Saoirse Ronan                                                  | Đề cử     |